# Henry M. Morris
Henry Madison Morris (ur. 6 października 1918, zm. 25 lutego 2006) – amerykański kreacjonista młodej Ziemi i apologeta chrześcijański.
W 1939 ukończył studia w kierunku inżynierii lądowej na Rice University, w 1950 roku uzyskał doktorat z hydrauliki na University of Minnesota. Początkowo wykładał na Southern Illinois University, następnie w latach 1957-1970 na Virginia Polytechnic Institute and State University. W 1970 roku wspólnie z pastorem Timem LaHaye założył prywatną uczelnię Christian Heritage College w San Diego, przez kilka lat pełniąc funkcję jej rektora.
Uważany jest za twórcę współczesnego fundamentalistycznego kreacjonizmu. Aktywny krytyk teorii ewolucji, opowiadał się za dosłowną interpretacją biblijnego opisu stworzenia świata w sześć dni. Współtwórca i wieloletni przewodniczący Creation Research Society oraz Institute for Creation Research. Był autorem kilku książek apologetycznych. Napisana wspólnie z Johnem C. Whitcombem i wydana w 1961 roku praca The Genesis Flood była punktem przełomowym w dziejach amerykańskiego kreacjonizmu. W antyewolucjonistycznej książce The Long War against God z 1989 roku wyraził pogląd, że teoria ewolucji jest dziełem szatana.